# 베이비 폭군
베이비 폭군은 이흰, 아원 작가가 매주 화요일과 토요일마다 네이버 웹소설에서 연재 중이던 웹소설이며 현재는 네이버웹툰에서 수요일마다 연재 되고 있는 작품이다.

## 등장인물
- 메이블 윈터 가데니아 에르마노

에르마노 제국의 여황제로 이 작품의 주인공이다.
신의 씨앗이란 신탁을 가지고 태어났으며 거대한 신성력을 가지고 있다.
- 에이단 아세라드

한때 데블린 제국에서 활동했었으나,
메이블 곁에 있으면 정신이 맑아진다는 이유로 에르마노 제국에 망명했다.
- 에스테반 니스 에르마노

에르마노 제국의 선황제로 메이블의 아버지이다.
딸바보이며 에이단을 질투한다.
- 오스카 알레 에르마노 (오스카 알레 도노반)

에르마노 제국의 도노반 공자이자 1황자, 즉 메이블의 이복 오빠이다.
- 양이

신수이다.
메이블이 환생자라는 걸 알고있다.
- 시아나 가데이나 에르마노

메이블의 엄마로 메이블을 낳고 모종의 이유로 사망했다.
- 파시피카 도노반

에스테반의 전부인이며, 시아나와 친구였다.
•  리산드로 도노반 
파시피카의 동생이며 오스카의 외숙부. 오스카의 교육을 맡았다.
•   케이시 트로이셀
메이블의 길드, 이블의 부마스터. 평민이지만 나중에 작위를 받는다.
•   엔리케 하비에르
하비에르 공작가의 공자. 메이블을 짝사랑하며 에이단을 견재한다. 메이블에게 차인 뒤 외전에서 후작이 된다.
•   에밀리 하비에르 
엔리케의 여동생이며 하비에르 공녀. 파시피카와 메이블의 도움으로 11살에 공작이 된다. 외전에서 오텔드 남작가의 영식과 결혼했다.(데릴 사위)